# ピョートル・デミチェフ
ピョートル・デミチェフ（ロシア語: Пётр Ни́лович Де́мичев,Pyotr Nilovich Demichev, 1917年12月21日（ユリウス暦では1918年1月3日） - 2010年8月10日）は、ソビエト連邦の政治家。ミハイル・ゴルバチョフ時代にアンドレイ・グロムイコの下でソビエト連邦最高会議幹部会第一副議長を務めた。
1939年、ソビエト連邦共産党入党。ソ連邦閣僚会議事務局長、モスクワ州党第一書記、モスクワ市党第一書記、党中央委員会書記、党化学・軽工業局長、党幹部会員候補を経て、1974年に死去したエカチェリーナ・フルツェワの後任として文化大臣となる。1966年以来、党中央委員会政治局員候補（党幹部会員候補を改称）であり、1981年の第26回党大会で共産党中央委員に選出され、1986年から1988年まで最高会議幹部会第一副議長を務めた。
| 公職                            | 公職                                                        | 公職                          |
| ------------------------------- | ----------------------------------------------------------- | ----------------------------- |
| 先代 ヴァシリー・クズネツォフ   | ソビエト連邦最高会議幹部会第一副議長 第2代：1986年 - 1988年 | 次代 アナトリー・ルキヤノフ   |
| 先代 エカチェリーナ・フルツェワ | ソビエト連邦文化大臣 1974年 - 1986年                        | 次代 ヴァシリー・ザハロフ     |
| 党職                            |                                                             |                               |
| 先代 ウラジーミル・ウスチノフ   | ソビエト連邦共産党 モスクワ市委員会第一書記 1960年 - 1962年 | 次代 ニコライ・エゴルイチェフ |
| 先代 イヴァン・カピトノフ       | ソビエト連邦共産党 モスクワ州委員会第一書記 1959年 - 1960年 | 次代 ゲオルギー・アブラモフ   |